# Коди Симпсон
Коди Роберт Симпсон (енгл. Cody Robert Simpson; Гоулд Коуст, 11. јануар 1997) аустралијски је пливач и кантаутор. Објавио је четири студијска албума — Paradise (2012), Surfers Paradise (2013), Free (2015) и Cody Simpson (2022), а 2022. се придружио пливачком тиму Аустралије након што се квалификовао за Игре Комонвелта.

## Дискографија
Студијски албуми
- (2012)
- (2013)
- (2015)
- (2022)